# Арахвети
Арахвети (груз. არახვეთი) — село в Грузии, в муниципалитете Душети края Мцхета-Мтианети. 

## География
Село расположено в северной части края, в 61 километре по прямой к северо-западу от центра муниципалитета Душети. Высота центра — 1520 метров над уровнем моря.

## Население
По данным переписи населения 2014 года, в селе проживало 205 человек.
| Год  | Население | Мужчины | Женщины |
| ---- | --------- | ------- | ------- |
| 1926 | 250       | 106     | 144     |
| 2002 | 326       | 162     | 164     |
| 2014 | 205       | 110     | 95      |